# Ивановский театр кукол
Ивановский театр кукол — кукольный театр в городе Иваново, расположен в центре города на площади Пушкина во Дворце искусств.

## История
Кукольный театр в Иваново был создан 8 февраля 1935 года как филиал ТЮЗа. Основан Екатериной Пироговой, выпускницей первых Всесоюзных курсов инструкторов-кукловодов п/р Сергея Образцова. В 1940 году труппа стала самостоятельным театром.
В годы Великой Отечественной войны в Ивановском театре кукол плодотворно работал Е. С. Деммени. В 1951 году главным режиссёром театра стал Б. К. Пашков. В 1970-е годы режиссёром стала М. И. Кравцова, которая стремилась к созданию спектаклей для самых маленьких зрителей.
В 1980—1995 году театр возглавляла заслуженный деятель искусств России Е. Г. Демирова. Театр стал ставить мюзиклы (фолк-опера «Теремок», «Таинственный гиппопотам»), фольклорные постановки («Двенадцать месяцев», «Охотник до сказок») и эпоса («Богатырь земли русской», «Царь-скиталец»). При театре существовала детская студия.
С 1996 года художественным руководителем театра стала заслуженная артистка России Е. Э. Иванова. В репертуаре театра появились спектакли для зрителей самых разных возрастов от малышей («Ладушки-ладушки», «Сказка-загадка») до взрослой аудитории («Сказки братьев Гримм», «Играем в рыцарей», «Детский альбом Чайковского»).

## Фестиваль театров кукол «Муравейник»
С 1995 года театр организует Международный фестиваль театров кукол «Муравейник». Фестиваль проводится раз в два года с 1995 года. В фестивале в разные годы участвовали театры из Чехии, Литвы, Белоруссии, Украины, Москвы, Санкт-Петербурга, Ярославля, Уфы, Курска, Чебоксар, Оренбурга, Мурманска и других городов России.

## Труппа театра
В труппе театра 16 актёров, выпускников Ярославского театрального института и Санкт-Петербургской государственной академии театрального искусства. Пять актёров — заслуженные артисты России.
Заслуженные артисты России:
- Елена Энгельсовна Иванова, худ. руководитель
- Владимир Владимирович Кузнецов
- Борис Борисович Новиков
- Александр Сердитов
- Тамара Клевцовская